# William Babcock Hazen

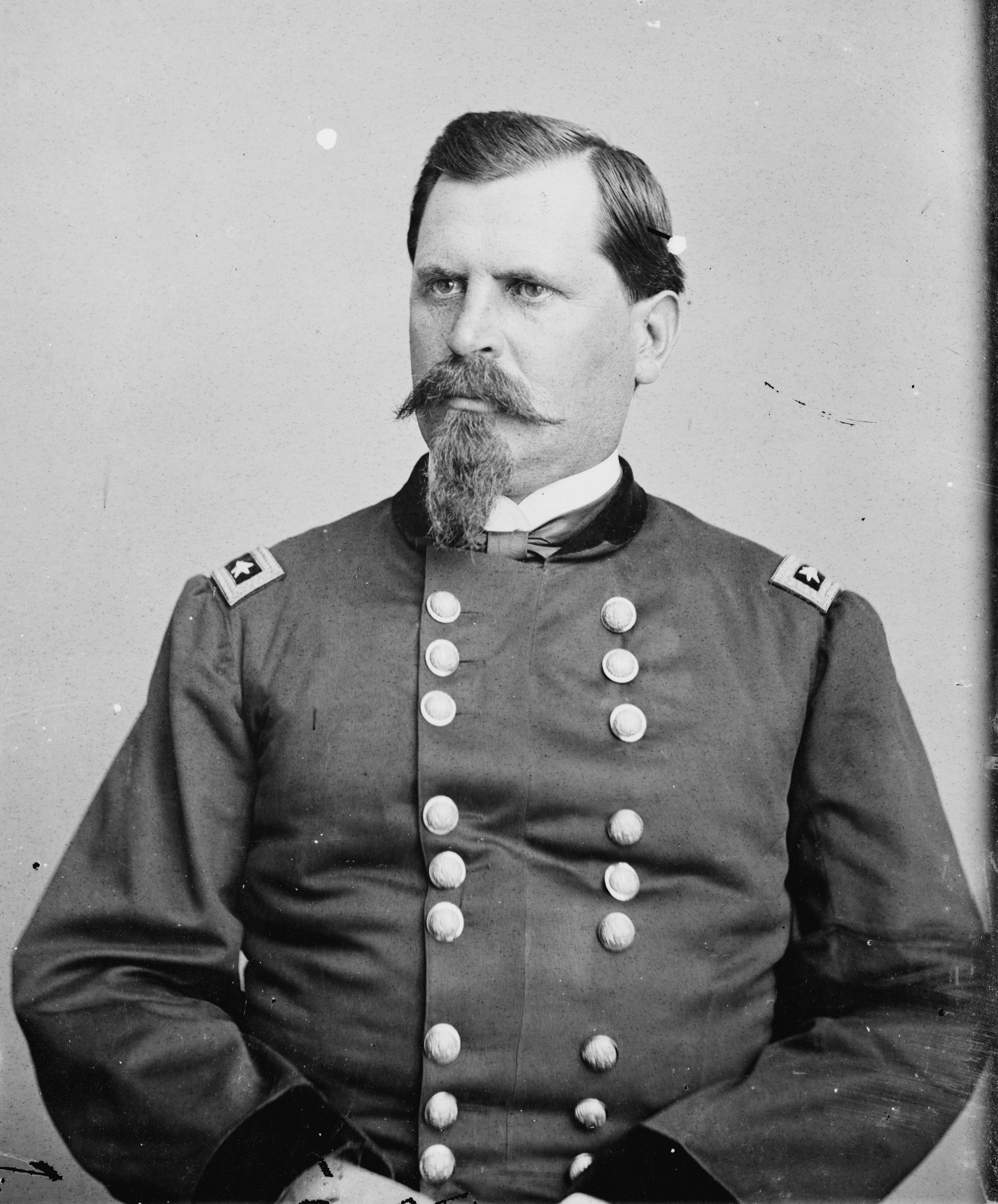
General William B. Hazen

William Babcock Hazen (* 27. September 1830 in West Hartford, Vermont; † 16. Januar 1887 in Washington, D.C.) war ein US-amerikanischer Generalmajor, der während des Sezessionskrieges bekannt wurde.

## Leben
William Hazen wurde 1830 als Sohn des Farmers Stillman Hazen und der Ferona Fenno in Vermont geboren, seine Familie übersiedelte im Januar 1834 nach Ohio, wo er in Hiram mit den späteren Präsidenten der Vereinigten Staaten, James A. Garfield, gemeinsam in die Schule ging, der sein lebenslanger Freund wurde. Hazen besuchte die United States Military Academy in West Point und schloss diese im Oktober 1855 als 166. seines Jahrgangs von 195 Kadetten ab. Der wenig aussichtsreiche Start verhinderte aber nicht seine folgende herausragende militärische Karriere. Er wurde dem 4. US-Infanterie-Regiment zugeteilt und zum Seconde-Lieutenant ernannt. Vor dem Bürgerkrieg diente er hauptsächlich im pazifischen Nordwesten und in Texas, wurde dort am 3. November 1859 während eines Kampfes mit den Comanchen entlang des Llano River schwer verwundet und blieb bis 1861 krankgeschrieben.

### Im Bürgerkrieg
Bald nach dem Fall von Fort Sumter wurde er Kapitän im 8. US-Infanterie-Regiment und am 29. Oktober 1861 zum Oberst im 41. Ohio-Infanterieregiment befördert. Ab Januar 1862 kommandierte er unter Generalmajor Don Carlos Buell eine Brigade in der Army of Ohio. Er kämpfte mit seinen Truppen in der Schlacht von Shiloh, wo Buells Armee am zweiten Tag (7. April 1862) eintraf, um den Sieg der Union zu erreichen. Im Herbst 1862 kämpfte Hazen in der Schlacht von Perryville. Seine Brigade wurde unter Generalmajor William Starke Rosecrans im Verband des XIV. Korps (später Army of the Cumberland) reorganisiert. Hazen wichtigstes Engagement im Krieg erfolgte am 31. Dezember 1862 in der Schlacht am Stones River gegen die Streitkräfte der Konföderierten unter General Braxton Bragg. Als die gesamte Front von Rosecrans bereits 5 km zum Stones River zurückgedrängt war, hielt nur Hazens Brigade auf einem Gelände stand, dass später als „Hell's Half-Acre“ verklärt wurde. Hazen wurde bei der Verteidigung im 'Round Forest' an der Schulter verwundet und für seine Tapferkeit zum Brigadegeneral befördert. Von seinen Veteranen wurde auf dem kleinen Unionsfriedhof nahe dem Kampfgelände ein Monument errichtet, das für das erste Denkmal des Bürgerkrieges gilt.
Hazen beteiligte sich unter General Rosecrans im Sommer 1863 im Verband des XXI. Korps (Maj. Gen. Thomas L. Crittenden) am erfolgreichen Tullahoma-Feldzug und nahm am 20. September im Verband der Division von Generalmajor John M. Palmer an der schweren Niederlage der Union in der Schlacht am Chickamauga teil. Am Chickamauga nahmen seine Männer unter General George Henry Thomas an der Verteidigung von Snodgrass Hill teil und gehörten dann zu den Truppen, welche die konföderierten Linien auf Missionary Ridge durchbrachen. Hazens Brigade spielte auch in der Schlacht von Chattanooga im Verband des IV. Korps eine wichtige Rolle bei Browns Ferry, wo sie mit anderen Truppen von Generalmajor Joseph Hooker die blockierte Versorgungslinie für die Army of Cumberland öffnete.
Er diente dann unter Generalmajor William T. Sherman in der Atlanta-Kampagne, seine Brigade zeichnete sich in der Schlacht von Picketts Mills aus, musste aber ohne angemessene Unterstützung angreifen und hatte schwere Verluste. Hazen wurde im August 1864 in der Schlussphase der Atlanta-Kampagne zum Kommandeur der 2. Division des XV. Korps (Maj. Gen. Logan) ernannt. Während Shermans Marsch durch Georgia zum Meer zeichnete sich Hazens Division am 13. Dezember 1864 durch die Eroberung von Fort McAllister aus. Diese Aktion eröffnete die Kommunikation zwischen Shermans Armee und der United States Navy. Er wurde im September 1864 zum Brevet-Oberst der regulären Armee und am 13. Dezember 1864 zum Generalmajor der Freiwilligen-Armee befördert. In der Endphase des Krieges befehligte er als Nachfolger von Osterhaus das XV. Korps der Army of Tennessee und wurde schließlich am 13. März 1865 zum Generalmajor der regulären Armee befördert.

### Nach dem Krieg
Als die US-Armee nach dem Krieg abrüstete, wurde Hazen im Juli 1866 zum Oberst des 38. US-Infanterieregiments ernannt und im März 1869 zum 6. US-Infanterieregiment versetzt. Er diente vor allem an der Westgrenze und war unter anderem von 1872 bis 1880 in Fort Buford im Dakota-Territorium stationiert. Dazwischen besuchte er während des Deutsch-Französischen Krieges den Kriegsschauplatz in Nordfrankreich. Hazen heiratete in dieser Zeit Mildred McLean (1847–1931), Tochter von Washington McLean, dem Besitzer der Washington Post. Eine der wichtigsten Aufgaben von Hazen an der Grenze waren Verhandlungen mit den Cheyenne unter Chief Black Kettle, welche auf Befehl von General Sheridan am 27. November 1868 zum Massaker am Washita River führten. Anschließend verhinderte er, dass Sheridan und Custer die Kiowa angriffen, was zu einer anhaltenden Feindschaft führte. 1869 half er bei der Auswahl des Standortes für Fort Sill. Von Mitte 1869 bis Ende 1871 befehligte er Fort Gibson im Indiana-Territorium und war Superintendent für die südliche Superintendenz.
1876 wurde im sogenannten Belknap-Skandal wurde öffentlich bekannt, dass Grants Kriegsminister William Belknap 1870 illegal Waffen aus dem Armeedepot an Frankreich verkauft hatte. Hazens Zeugenaussage im Korruptionsskandal belastete die Regierung von Präsident Ulysses S. Grant und führte zur Amtserhebung des Kriegsministers. In weiteren Streitereien trat Hazen dann auch gegen Belknaps Freund Generalmajor David S. Stanley an, um die genaue Lage des nationalen Denkmals am Stone’s River festzulegen. Hazen war auch in Kontroversen verwickelt, indem er George Armstrong Custers Buch Life on the Plains in seinen Schriften kritisierte. Hazens Beziehungen zu Custer und seinen Vorgesetzten in der Nachkriegsarmee waren so schwer belastet, dass ihn der Schriftsteller Ambrose Bierce „als den am meisten gehassten Mann, den ich je kannte“ beschrieb. Hazen schaffte es sogar William T. Sherman zu beleidigen, den ehemaligen Freund und Verbündeten gegen Belknap.
Am 15. Dezember 1880 beförderte ihn Präsident Rutherford B. Hayes zum Brigadegeneral und ernannte ihn zum Chief Signal Officer der US-Armee, ein Amt, das er bis zu seinem Tod innehatte. Seine Amtszeit war bekannt dafür, dass er seine Abteilung eher auf Grundlagenforschung als auf praktische Fragen konzentrierte, die seinen Vorgänger Albert J. Myer beschäftigten. Hazen sorgte weiterhin für öffentliche Kontroversen. Eine der Aufgaben des Signal Corps der US-Armee war auch die Leitung des Wetterdienstes. Er kritisierte in diesem Zusammenhang die mangelnde Reaktion der Regierung auf die Not der Polarexpedition nach Fort Conger und der Lady Franklin Bay. Eine Nachschuborganisation für die 1882 von Leutnant Adolphus Greely geführte Expedition schlug fehl, sodass 25 Männer der Expedition den Winter etwa 800 km vom Nordpol entfernt ohne Unterstützung überstehen mussten. Hazen kritisierte darauf öffentlich den Kriegsminister Robert Todd Lincoln in dieser Angelegenheit unter Berufung auf seine Weigerung, nach dem Scheitern von Garlingtons Rettungsmission weitere Hilfe zu schicken, bis Greelys Frau Henrietta als Reaktion der empörte Öffentlichkeit zum Handeln zwang. Als diese Rettungsexpedition im Juni 1884 Greely erreichte, waren nur mehr 7 Teilnehmer am Leben.
Lincoln klagte Hazen für seine öffentliche Kritik an, dieser wurde 1885 vor ein Kriegsgericht gestellt, kam aber nach dem Eingreifen von Chester A. Arthur und den Rückhalt der Presse glimpflich davon. Hazen starb in Washington, als er nach einem Empfang von Präsident Grover Cleveland erkrankt war und wurde auf dem Arlington National Cemetery beigesetzt.